# La Vallée des aigles
Pour plus de détails, voir Fiche technique et Distribution.
La Vallée des aigles (titre original : Valley of Eagles) est un film britannique réalisé par Terence Young et sorti en 1951.

## Synopsis
L'invention révolutionnaire d'un savant suédois travaillant dans un institut de recherche est volée par sa femme, qui tente de la revendre à l'Union soviétique. 

## Fiche technique
- Titre original : Valley of Eagles
- Réalisation : Terence Young
- Scénario : Nat A. Bronstein (en), Paul Tabori
- Production : Independent Sovereign Films
- Producteur : Nat A. Bronstein (en)
- Distribution : General Film Distributors
- Photographie : Harry Waxman
- Musique : Nino Rota
- Montage : Lito Carruthers
- Genre : Espionnage, aventures
- Durée : 86 minutes
- Dates de sortie: 
  - 26 septembre 1951 (Royaume-Uni)
  - 25 avril 1952 (USA)

## Distribution
- Jack Warner : Inspecteur Peterson
- Nadia Gray : Kara Niemann
- John McCallum : Docteur Nils Ahlen
- Anthony Dawson : Sven Nystrom (Nyström)
- Naïma Wifstrand : la Baronne Erland
- Alfred Maurstad : Trerik
- Martin Boddey : Chef de la vallée perdue
- Fritiof Billquist : Colonel Strand
- Christopher Lee : détective Holt
- Ewen Solon : détective Anderson
- Gösta Cederlund : Professeur Lind